# Gustav von Hombergk zu Vach

Gustav von Hombergk zu Vach um 1850

Gustav Wilhelm Georg von Hombergk zu Vach (* 5. März 1823 in Darmstadt; † 8. Juni 1884 in Mainz) war ein deutscher Gendarmerieoffizier im Großherzoglich Hessischen Gendarmeriekorps, Kommandant der Gendarmeriedivision Starkenburg von 1854 bis 1857, der Gendarmeriedivision Oberhessen von 1857 bis 1867 und der Gendarmeriedivision Rheinhessen von 1867 bis 1884, zuletzt im Rang eines Oberstleutnants.

## Abstammung
Hombergk entstammte dem hessischen Bürgergeschlecht Hombergk. Einer seiner Vorfahren wurde vom Landgrafen Moritz von Hessen-Kassel 1596 mit dem Dorf Vach, dem heutigen Kleinvach, belehnt. Seither nannte sich die ein Zweig der Familie Hombergk zu Vach. Diese Linie erhielt 1718 den Reichsadel, der 1780 und im Jahr 1825 zuletzt Hombergks Vater bestätigt wurde. Die Familie stellte insbesondere Beamte und Gelehrte, aber auch Offiziere.

## Familie und Privates
Hombergks Eltern waren der spätere Großherzoglich Hessische Präsident des Hofgerichts der Provinz Starkenburg in Darmstadt, Friedrich Christian Gustav von Hombergk zu Vach, und seine Ehefrau Johannette Sophie, geb. Lehr. Hombergk heiratete am 18. Oktober 1848 in Darmstadt Auguste Christiane Luise Ernestine Emmerling und nach deren Tod in zweiter Ehe am 14. August 1865 in Gießen Julie Valentine Henriette Franziska Wernher. Aus erster Ehe hatte er einen Sohn und drei Töchter, aus zweiter Ehe eine Tochter.
Nach dem frühen Tod zweier Halbbrüder besaß er zusammen mit einem weiteren Halbbruder, dem Major Eduard Karl Ernst Albrecht von Hombergk zu Vach, den Fideikommiss Kleinvach bei Bad Sooden-Allendorf. Beide unterhielten aus den Einnahmen ihre Offiziershaushalte.

## Karriere bei Militär und Gendarmerie
Hombergks Offizierskarriere begann im Großherzoglich Hessischen Garde-Chevaulegers-Regiment, in dem er zuletzt als Rittmeister diente. Im Jahr 1854 wurde er ins ebenfalls militärisch organisierte Großherzoglich Hessische Gendarmeriekorps versetzt. Im Jahr 1867 erfolgte seine Beförderung zum Major und vier Jahre später zum Oberstleutnant. Im Gendarmeriekorps wurde Hombergk von 1854 bis 1857 als Kommandant der Gendarmeriedivision Starkenburg eingesetzt. Die gleiche Funktion hatte er von 1857 bis 1867 bei der Gendarmeriedivision Oberhessen und von 1867 bis 1884 bei der Gendarmeriedivision (ab 1872 Gendarmeriedistrikt) Rheinhessen.

## Kriegseinsatz
Während der Badischen Revolution nahm Hombergk als Offizier das Großherzoglich Hessischen Garde-Chevaulegers-Regiment an der Niederschlagung des Aufstands im Jahr 1849 teil.
Während des Deutschen Krieges von 1866, in dem das Großherzogtum auf süddeutscher Seite kämpfte, wurde Hombergk im Hauptquartier des VIII. Bundeskorps als Kommandant der Feldgendarmerie eingesetzt. Diese Einheit operierte zwischen Frankfurt am Main und Würzburg.

## Auszeichnungen
- 1849: Großherzoglich Badische Militär-Gedächtnis-Medaille
- ohne Jahr: Ritter II. Klasse des Kaiserlich Russischen Annenordens[19]
- 1872: Ritter I. Klasse des Großherzoglich Hessischen Verdienstordens Philipps des Großmütigen[20]